# Brantôme
Brantôme is een plaats en voormalige gemeente in het Franse departement Dordogne in de regio Nouvelle-Aquitaine en telt 2043 inwoners (1999). De plaats maakt deel uit van het arrondissement Périgueux.

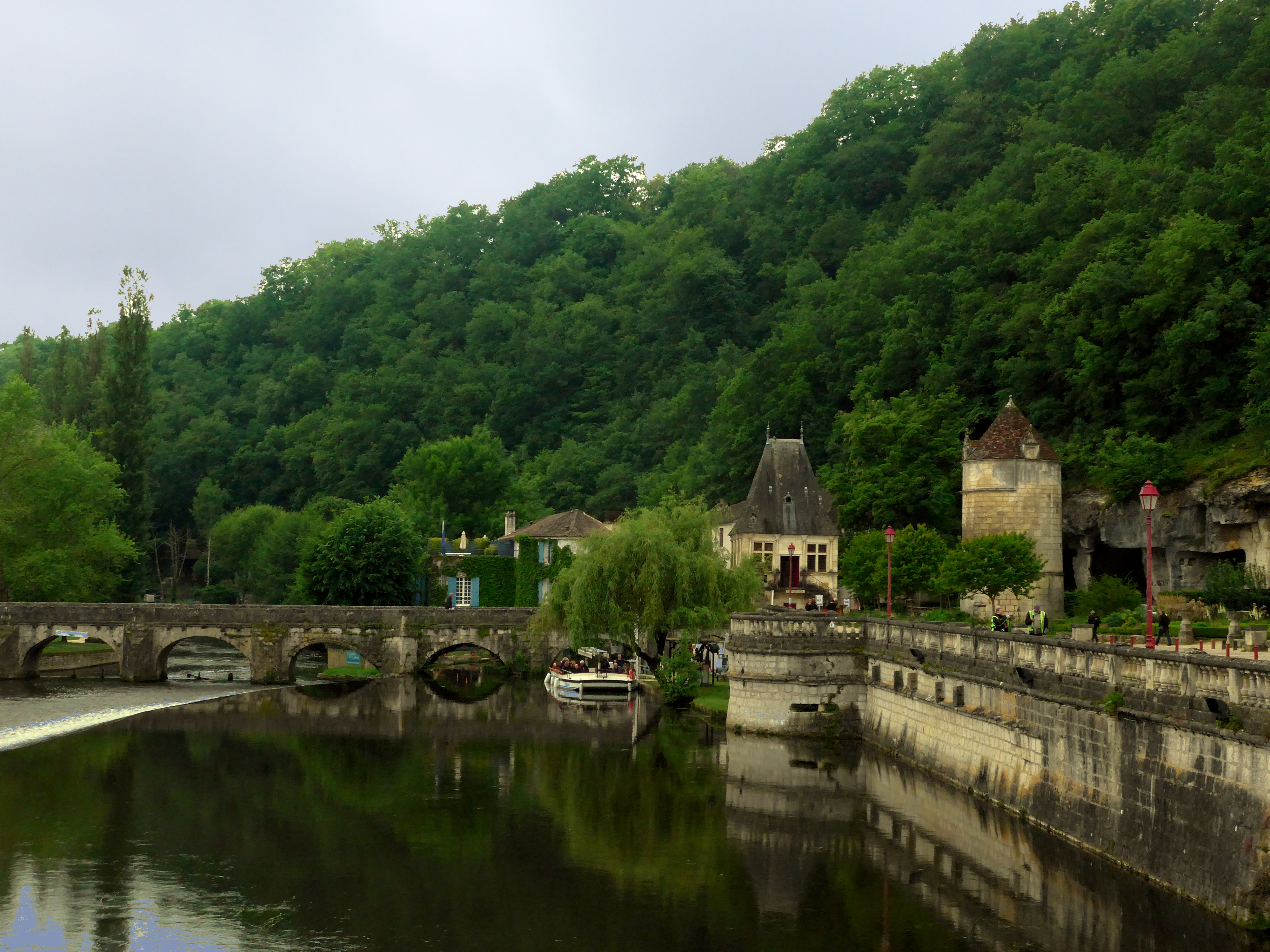
Brug over de Dronne

Op 1 januari 2017 fuseerde de gemeente met Saint-Julien-de-Bourdeilles tot de commune nouvelle Brantôme en Périgord, waarvan Brantôme de hoofdplaats werd.
De plaats is bekende vanwege haar abdij en de door de monniken in de kalksteen uitgehouwen grotten. Het dorp Brantôme ligt tussen twee armen van de Dronne.

## Abdij van Brantôme

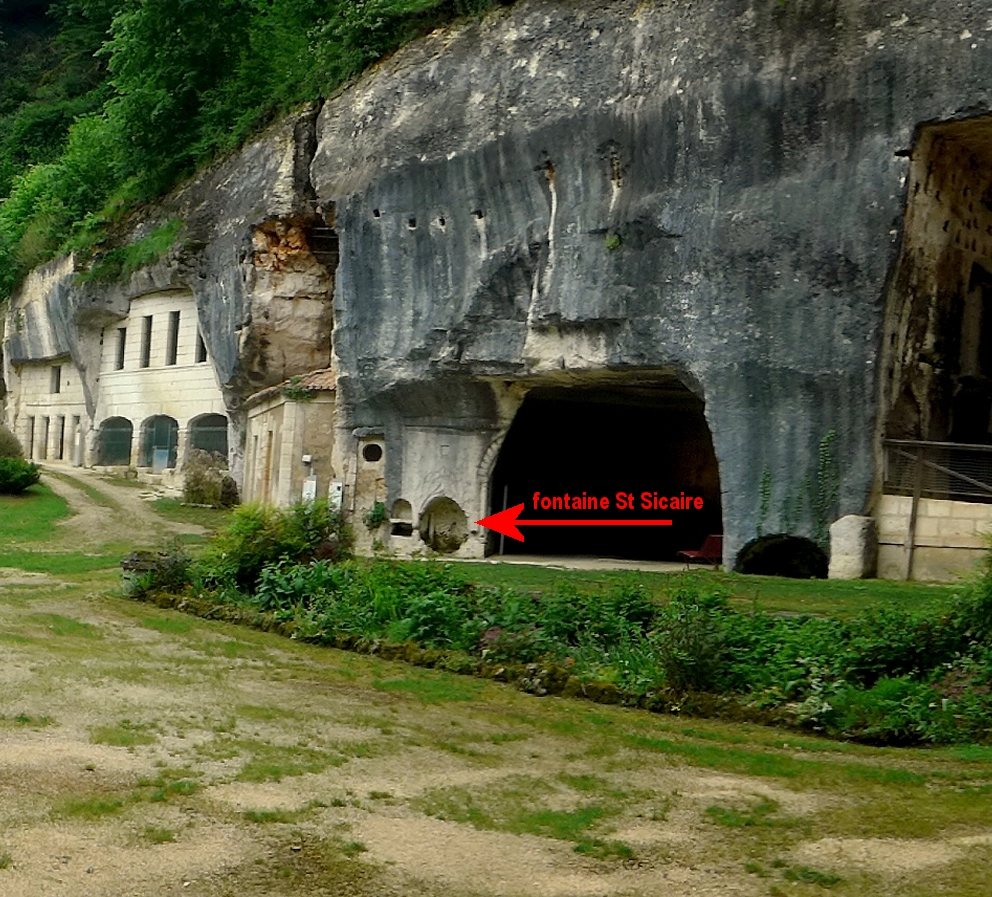
Fontaine St-Sicaire, bedevaartgangers naar Compostella kwamen hier, het water zou kinderziektes en onvruchtbare vrouwen genezen.

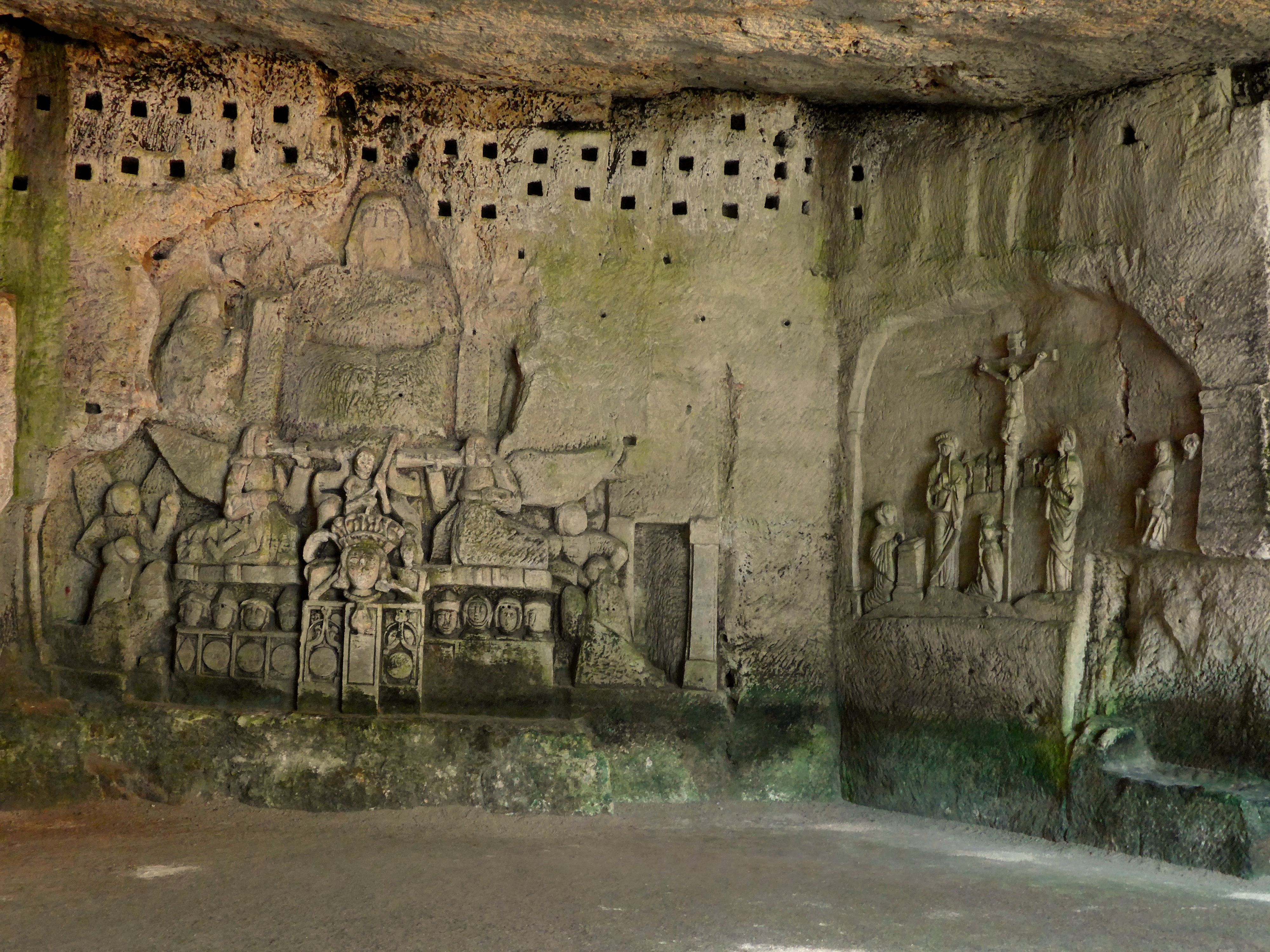
Grotte du Jugement Dernier, het Laatste Oordeel

De Grottes de l'abbaye de Brantôme zijn vanaf de 8e eeuw uitgehouwen in het kalkstenen klif door benedictijner monniken. Zij vestigden in die tijd in de aaneengeschakelde ruimtes het eerste benedictijner klooster van Brantôme. De grotten werden gebruikt als voorraadschuur, duiventil of molen. Het gehele complex bevindt zich achter de latere bebouwing en is in combinatie met het museum Fernand Desmoulin voor publiek opengesteld.
De kerk van de Saint-Pierreabdij werd gebouwd tussen de 11e en de 13e eeuw. De kloostergebouwen zijn 17e-eeuws.

Grottes de l'abbaye de Brantôme
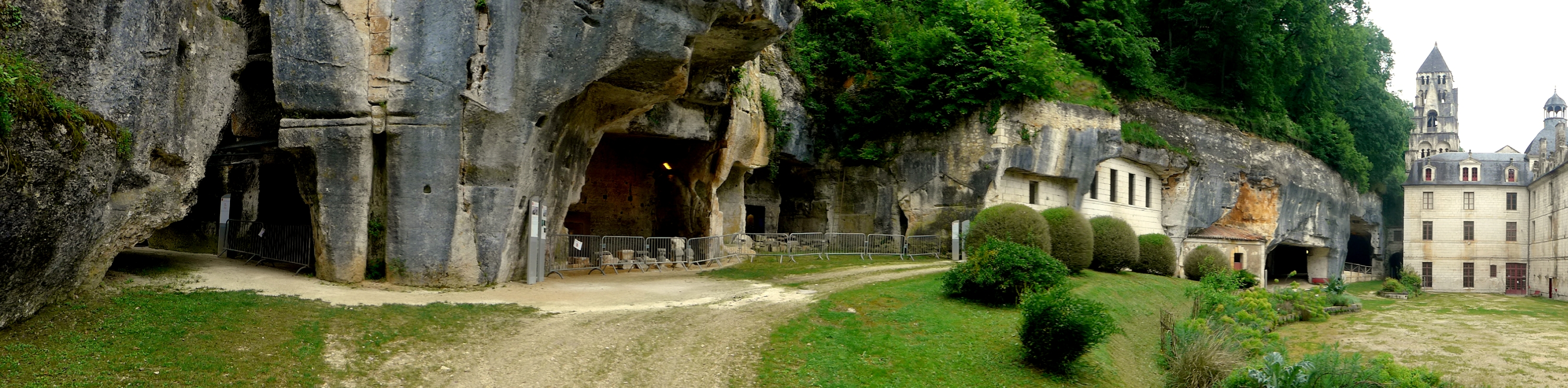
Overzicht
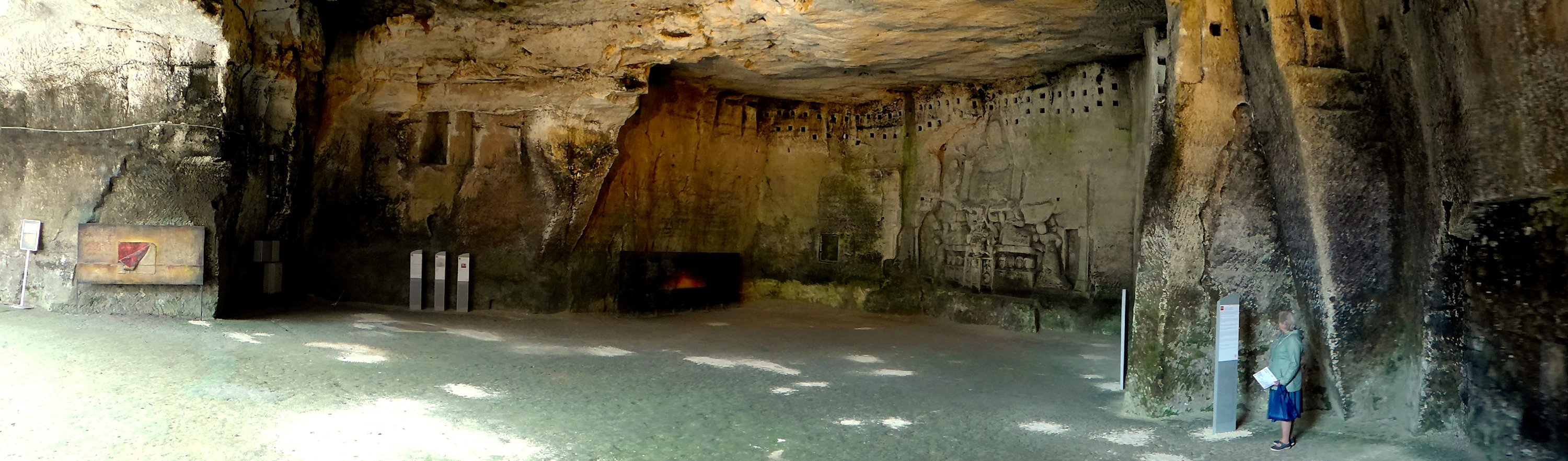
De grot van het Laatste Oordeel, met links een bas-reliëf uit de 15e of 16e eeuw en rechts (hier verborgen) een Christus aan het kruis uit de 17e eeuw

## Geografie
De oppervlakte van Brantôme bedraagt 34,7 km², de bevolkingsdichtheid is 58,9 inwoners per km². De plaats ligt aan de Dronne.
De onderstaande kaart toont de ligging van Brantôme met de belangrijkste infrastructuur en aangrenzende gemeenten.

## Demografie
Onderstaande figuur toont het verloop van het inwonertal.